# Библиотека „14. новембар” Бујановац
Библиотека „14. новембар“ Бујановац градска библиотека је у Бујановцу и као установа од изузетног друштвеног интереса и значаја у популаризацији књиге, има богату и дугу традицију. Поуздано се не зна када је почела са радом, али се претпоставља да је основана око 1948. године. Налази се у Улици Карађорђев трг бб.

## Историја
Прва просторија библиотеке била је стара биоскопска зграда, где је данас модерно здање Дома културе. 1982. године Библиотека добија своје просторије у новосаграђеној згради Дома културе где се и данас налази. Постала је самостална установа 1995. године на основу Закона о библиотечкој делатности из 1994. године.
Прва инвентарна књига на оригиналном обрасцу уведена је у Матичну књигу 17.XII.1968. године, а књига под редним бројем 1 је роман Хајди Јохане Шпири.

## Библиотека данас
Стручни рад Библиотеке обавља се у складу са правилником о библиотечком пословању, у најкраћем, књижни фонд је организован по UDK принципу. Редовно се води и ажурира централни лисни ауторски каталог, који у електронском облику постоји од 2002. године. Следеће године је формирана и база података о корисницима и њиховим задужењима.
Рад са читаоцима се обавља у позајмном, стручном дечјем одељењу. Читаоцима је на располагању фонд од преко 65.000 књига. Енциклопедије, речнике, лексиконе и друге вредне књиге могуће је користити у просторијама Библиотеке, уз стручну помоћ библиотечког особља.
Библиотека развија савремен, отворен метод рада са корисницима, стављајући се најнепосредније у његову службу, захваљујући предусретљивости, љубазности и стручности библиотечких радника. Библиотека има своје огранке у селима: Велики Трновац, Муховац, Кленике и Биљача.

## Фонд библиотеке
Укупан фонд књига је 65.000 књига. У градској библиотеци 46.000 књига, а од тог броја 39.600 је на српском језику а остали број књига се налази у огранцима. У библиотеци је запослено 15 радника: директор библиотеке, 2 библиотекара, 4 виша књижничара, 5 књижничара, 3 помоћна радника. Број читалаца је сваке године у порасту. Њихов број данас износи 1.500 корисника. Највећи број учлањених чине деца основних и средњих школа као и остали профили. Највише се чита школска лектира, као и светска и домаћа књижевност.

## Програми и циљеви
Традиционални програми библиотеке су:
- Дан библиотеке 14. новембар
- Смотра рецитатора
- Литерарни конкурси за избор најлепше песме и најлепшу прозу
- Тематске изложбе
- Књижевне вечери

Остварује успешну сарадњу са суседним библиотекама у Врању, Сурдулици, Приштини и Прешеву, као и сарадњу са Народном библиотекома Србије.
Рад у Библиотеци се одвија кроз индивидуални рад њених радника на одељењима. Кроз активности и рад потврђује се значај и вредност ове установе. Рад Библиотеке је јаван и својом активношћу и делањем на располагању је свим грађанима, а све у циљу стварања мултинационалне библиотеке на овим просторима.